# Jason Robards
Jason Robards (născut Jason Nelson Robards, Jr.; n. 26 iulie 1922, Chicago, Illinois, SUA – d. 26 decembrie 2000, Bridgeport, Connecticut, SUA) a fost un actor american de film.

## Filmografie

### Film
| An   | Film                             | Rol                            | Note |
| ---- | -------------------------------- | ------------------------------ | --- |
| 1959 | The Journey                      | Paul Kedes                     | |
| 1961 | By Love Possessed                | Julius Penrose                 | |
| 1962 | Tender Is the Night              | Dr. Richard "Dick" Diver       | |
| 1962 | Long Day's Journey Into Night    | Jamie Tyrone                   | Best Actor Award (Cannes Film Festival) National Board of Review Award for Best Actor |
| 1963 | Act One                          | George S. Kaufman              | |
| 1965 | A Thousand Clowns                | Murray Burns                   | Nominated-Golden Globe Award for Best Actor - Motion Picture Musical or Comedy |
| 1966 | A Big Hand for the Little Lady   | Henry Drummond                 | |
| 1966 | Any Wednesday                    | John Cleves                    | |
| 1967 | Divorce American Style           | Nelson Downes                  | |
| 1967 | The St. Valentine's Day Massacre | Al Capone                      | |
| 1967 | Hour of the Gun                  | Doc Holliday                   | |
| 1968 | Once Upon a Time in the West     | Cheyenne                       | |
| 1968 | The Night They Raided Minsky's   | Raymond Paine                  | |
| 1968 | Isadora                          | Singer                         | |
| 1970 | Rosolino Paternò, soldato…       | Sam Armstrong                  | |
| 1970 | The Ballad of Cable Hogue        | Cable Hogue                    | |
| 1970 | Julius Caesar                    | Marcus Brutus                  | |
| 1970 | Tora! Tora! Tora!                | Lt. Gen. Walter C. Short       | |
| 1970 | Fools                            | Matthew South                  | |
| 1971 | Johnny Got His Gun               | Joe's Father                   | |
| 1971 | Murders in the Rue Morgue        | Cesar Charron                  | |
| 1972 | The War Between Men and Women    | Stephen Kozlenko               | |
| 1973 | Pat Garrett & Billy the Kid      | Governor Wallace               | |
| 1975 | A Boy and His Dog                | Lou Craddock                   | |
| 1975 | Mr. Sycamore                     | John Gwilt                     | |
| 1976 | All the President's Men          | Ben Bradlee                    | Academy Award for Best Supporting Actor Kansas City Film Critics Circle Award for Best Supporting Actor National Board of Review Award for Best Supporting Actor National Society of Film Critics Award for Best Supporting Actor New York Film Critics Circle Award for Best Supporting Actor Nominated-BAFTA Award for Best Supporting Actor Nominated-Golden Globe Award for Best Supporting Actor - Motion Picture |
| 1976 | The Spy Who Never Was            | Inspector Barkan               | |
| 1977 | Julia                            | Hammett                        | Academy Award for Best Supporting Actor Kansas City Film Critics Circle Award for Best Supporting Actor Los Angeles Film Critics Association Award for Best Supporting Actor Nominated-BAFTA Award for Best Supporting Actor Nominated-Golden Globe Award for Best Supporting Actor - Motion Picture |
| 1978 | Comes a Horseman                 | Jacob "J.W." Ewing             | |
| 1979 | Hurricane                        | Captain Bruckner               | |
| 1980 | Cabo Blanco                      | Gunther Beckdorff              | |
| 1980 | Raise the Titanic                | Admiral James Sandecker        | |
| 1980 | Melvin and Howard                | Howard Hughes                  | Boston Society of Film Critics Award for Best Supporting Actor National Society of Film Critics Award for Best Supporting Actor (3rd place) New York Film Critics Circle Award for Best Supporting Actor (2nd place) Nominated-Academy Award for Best Supporting Actor Nominated-Golden Globe Award for Best Supporting Actor - Motion Picture                                                                         |
| 1981 | The Legend of the Lone Ranger    | Ulysses S. Grant               | |
| 1983 | Max Dugan Returns                | Max Dugan                      | |
| 1983 | Something Wicked This Way Comes  | Charles Halloway               | |
| 1987 | Square Dance                     | Dillard                        | |
| 1988 | The Good Mother                  | Muth                           | |
| 1989 | Dream a Little Dream             | Coleman Ettinger               | |
| 1989 | Reunion                          | Harry Strauss                  | |
| 1989 | Parenthood                       | Frank Buckman                  | |
| 1989 | Black Rainbow                    | Walter Travis                  | |
| 1990 | Quick Change                     | Chief Rotzinger                | |
| 1992 | Deceptions                       | Clay                           | |
| 1992 | Storyville                       | Clifford Fowler                | |
| 1993 | The Adventures of Huck Finn      | The King                       | |
| 1993 | The Trial                        | Doctor Huld                    | |
| 1993 | Philadelphia                     | Charles Wheeler                | |
| 1994 | The Paper                        | Graham Keighley                | |
| 1994 | Little Big League                | Thomas Heywood                 | |
| 1995 | Crimson Tide                     | Rear Admiral Anderson          | uncredited |
| 1997 | A Thousand Acres                 | Larry Cook                     | |
| 1998 | Heartwood                        | Logan Reeser                   | |
| 1998 | The Real Macaw                   | Grandpa Girdis                 | |
| 1998 | Beloved                          | Mr. Bodwin                     | |
| 1998 | Enemy of the State               | Congressman Phillip Hammersley | uncredited |
| 1999 | Magnolia                         | Earl Partridge                 | Florida Film Critics Circle Award for Best Cast Nominated-Screen Actors Guild Award for Outstanding Performance by a Cast in a Motion Picture |

### Televiziune
| An        | Titlu                                                            | Rol                              | Note |
| --------- | ---------------------------------------------------------------- | -------------------------------- | --- |
| 1951-1954 | The Big Story (radio/TV series)                                  | Mr. Simms Aaron Dudley           | episode: Arthur Mielke of the Washington Times Herald episode: Aaron Dudley, Reporter                   |
| 1955      | The Philco Television Playhouse                                  | Mason Joe Grant                  | episode: The Outsiders episode: The Death of Billy the Kid                                              |
| 1955-1956 | Armstrong Circle Theatre                                         | Paul Foster Reinhardt Schmidt    | episode: Man in Shadow episode: Lost $2 Billion: The Story of Hurricane Diane                           |
| 1955-1956 | Justice                                                          | Karder                           | episode: Pattern of Lies episode: Decision by Panic                                                     |
| 1956-1957 | The Alcoa Hour                                                   | Jayson Bert Palmer Bridger       | episode: Night episode: The Big Build-Up episode: Even the Weariest River                               |
| 1955-1957 | Studio One in Hollywood                                          | Prisoner Leonard O'Brien Cameron | episode: Twenty-Four Hours episode: The Incredible World of Horace Ford episode: A Picture in the Paper |
| 1958      | Omnibus (U.S. TV series)                                         | Prime Minister                   | episode: Moment of Truth                                                                                |
| 1959      | Playhouse 90                                                     | Robert Jordan                    | episode: For Whom the Bell Tolls: Part 2                                                                |
| 1959      | NBC Sunday Showcase                                              | Alex Reed                        | episode: People Kill People Sometimes                                                                   |
| 1959      | A Doll's House (TV movie)                                        | Dr. Rank                         | |
| 1960      | Dow Hour of Great Mysteries                                      | Detective Anderson               | episode: The Bat                                                                                        |
| 1960      | The Play of the Week                                             | Theodore 'Hickey' Hickman        | episode: The Iceman Cometh                                                                              |
| 1962      | Westinghouse Presents: That's Where the Town is Going (TV movie) | Hobart Cramm                     | |
| 1964      | Abe Lincoln in Illinois (TV movie)                               | Abraham Lincoln                  | Nominated-Primetime Emmy Award for Outstanding Single Performance by an Actor in a Leading Role         |
| 1963-1966 | Bob Hope Presents the Chrysler Theatre                           | Irish LaFontain Ivan Denisovich  | episode: Shipwrecked episode: One Day in the Life of Ivan Denisovich                                    |
| 1966      | ABC Stage 67                                                     | Royal Earle Thompson             | episode: Noon Wine                                                                                      |
| 1969      | Spoon River (TV movie)                                           | Reader                           | |
| 1972      | Circle of Fear                                                   | Elliot Brent                     | episode: The Dead We Leave Behind                                                                       |
| 1972      | The House Without a Christmas Tree (TV movie)                    | Jamie Mills                      | |
| 1973      | The Thanksgiving Treasure (TV movie)                             | James Mills                      | |
| 1974      | The Country Girl                                                 | Frank Elgin                      | |
| 1975      | The Easter Promise (TV movie)                                    | Jamie                            | |
| 1975      | A Moon for the Misbegotten                                       | James Tyrone Jr.                 | Nominated-Primetime Emmy Award for Outstanding Lead Actor in a Special Program - Drama or Comedy        |
| 1976      | Addie and the King of Hearts (TV movie)                          | Jamie Mills                      | |
| 1977      | Washington: Behind Closed Doors (TV miniseries)                  | President Richard Monckton       | 6 episodes Nominated-Primetime Emmy Award for Outstanding Lead Actor in a Limited Series                |
| 1978      | A Christmas to Remember (TV movie)                               | Daniel Larson                    | |
| 1980      | F.D.R.: The Last Year (TV movie)                                 | President Franklin D. Roosevelt  | Nominated-Primetime Emmy Award for Outstanding Lead Actor in a Limited Series or a Special              |
| 1980      | Haywire (TV movie)                                               | Leland Hayward                   | |
| 1983      | The Day After                                                    | Dr. Russell Oakes                | |
| 1984      | American Playhouse                                               | Erie Smith                       | episode: Hughie                                                                                         |
| 1984      | Sakharov (TV movie)                                              | Andrei Sakharov                  | Nominated-Golden Globe Award for Best Actor - Miniseries or Television Film                             |
| 1984      | Great Performances                                               | Grandpa Martin Vanderhof         | episode: You Can't Take It with You                                                                     |
| 1985      | The Atlanta Child Murders (miniseries)                           | Alvin Binder                     | |
| 1985      | The Long Hot Summer                                              | Will Varner                      | |
| 1986      | Johnny Bull (TV movie)                                           | Stephen Kovacs                   | |
| 1986      | The Last Frontier (miniseries)                                   | Ed Stenning                      | |
| 1987      | Laguna Heat (TV movie)                                           | Wade Shepard                     | |
| 1987      | Breaking Home Ties                                               | Lloyd                            | |
| 1988      | Inherit the Wind                                                 | Henry Drummond                   | Primetime Emmy Award for Outstanding Lead Actor in a Miniseries or a Special                            |
| 1988      | The Christmas Wife (TV movie)                                    | John Tanner                      | |
| 1988      | Thomas Hart Benton (TV movie)                                    | Narrator                         | |
| 1990      | The Civil War (TV series)                                        | Ulysses S. Grant                 | 9 episodes                                                                                              |
| 1991      | The Perfect Tribute                                              | Abraham Lincoln                  | |
| 1991      | Chernobyl: The Final Warning                                     | Dr. Armand Hammer                | |
| 1991      | An Inconvenient Woman                                            | Jules Mendelson                  | |
| 1991      | American Masters                                                 | Narrator                         | episode: Helen Hayes: The First Lady of the American Theatre                                            |
| 1991      | Mark Twain and Me (TV movie)                                     | Mark Twain                       | Nominated- CableACE Award for Best Actor in a Movie or Miniseries                                       |
| 1992      | Lincoln (TV movie)                                               | Abraham Lincoln                  | (voice)                                                                                                 |
| 1993      | Heidi                                                            | Grandfather                      | |
| 1994      | The Enemy Within                                                 | General R. Pendleton Lloyd       | |
| 1995      | My Antonia (film)                                                | Josea Burden                     | |
| 1995      | Journey                                                          | Marcus                           | |
| 1996-1997 | The American Experience                                          | Narrator                         | episode: Truman: Part I episode: T.R.: The Story of Theodore Roosevelt (Part I)                         |
| 2000      | Going Home                                                       | Charles Barton                   | |

Sursa: „Jason Robards”. IMDb. Accesat în 22 octombrie 2013.